# Академија ликовних уметности у Прагу
Академија ликовних уметности, Праг (чеш. Akademie výtvarných umění v Praze; АВУ) је уметнички факултет у Прагу, Чешка. Основан 1799. године, најстарији је уметнички факултет у земљи. Школа нуди дванаест магистарских и један докторски програм.

## Историја
Идеја о оснивању уметничке академије у Прагу први пут се појавила током епохе барока, када је 1709.-1711. група прашких уметника узалуд покушавала да оснује школу. Међутим, тек је крајем века, 1796. године основано Друштво пријатеља патриотске уметности, филантропско друштво просветљених аристократа које је претходно основало Галерију слика (данашња Национална галерија) и тиме поставило темељ за очување појединих уметничких дела и збирки, као и за образовање у уметности. Почетком 18. века формиран је низ организација са интересовањем за промоцију уметности и образовања. Делимично захваљујући њиховим напорима, Академија ликовних уметности основана је царским декретом цара Франца I, 10. септембра 1799. 1925. године школа је постала прва уметничка школа у Бохемији која је стекла статус универзитета. Постепено је проширила своја подручја студирања (на пример, 1945. отворено је Одељење за заштиту уметности).
Академија је нашла свој стални дом у потпуно новој згради у Летни. Изграђена је од 1897. - 1903. по нацрту архитекте Јарослава Ростлапила. Комплетна реконструкција извршена је 1998.
Академија је почела са упутствима за цртање и постепено је проширена тако да обухвата програме из архитектуре, сликарства, графике и скулптуре, између осталог. 1990. године ректор Милан Книжак предузео је драстичне реформе како би реорганизовао концепт и унутрашњу структуру школе. До 1991. године додати су нови студијски програми везани за медије, укључујући филмску и компјутерску анимацију.
Према Закону о високом образовању, Академија од 1. јануара 1999. године функционише као државна високошколска школа. Она нуди магистарске и докторске студијске програме из области уметности, нових медија, рестаурације уметничких дела и архитектуре, спојених са активностима у области науке и уметности. Школа учествује у Сократ/Еразмус - програму Европске уније за институције високог образовања.

## Данас
Данас је академија акредитовани универзитет који нуди образовање из модерне и историјске уметности. Програми се нуде на чешком језику, а ограничени број часова се нуди на енглеском. 

### Одељења
Текућа одељења укључују: 
- Сликарство
- Цртање и графика
- Скулптура
- Интермедијске студије
- Нови медији
- Рестаурација уметничких дела
- Архитектура

Издавачка кућа АВУ објављује стручне публикације наставника и студената АВУ-а, каталоге изложби, основне монографије, студијске текстове и скрипте, стручне антологије и преводе важних дела која представљају научну, уметничку и стваралачку активност АВУ-а. 
Архива АВУ је јединствена збирка ресурса у вези са историјом чешких ликовне уметности у 19. и 20. века. Редовно се ажурира најновијим документима и поседује велику збирку цртежа и графичких радова предавача и дипломаца школе од краја 18. века до данас.